# Liste des cours d'eau de l'Italie

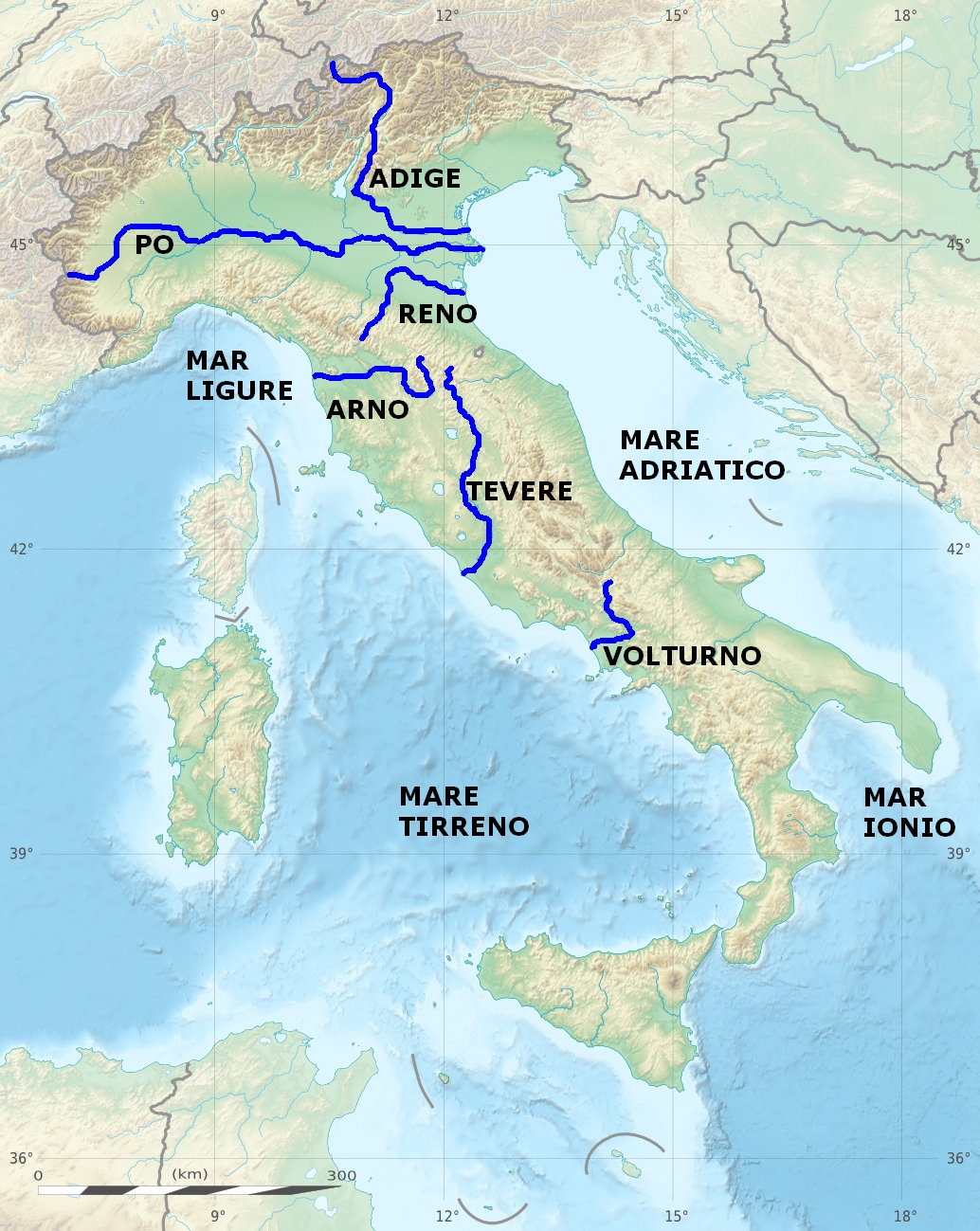
Les principaux cours d'eau d'Italie.

La liste suivante contient des rivières situées au moins partiellement en Italie et est destinée à représenter l'organisation des ressources en eau du pays.

## Mer Noire

### Bassin duDanube

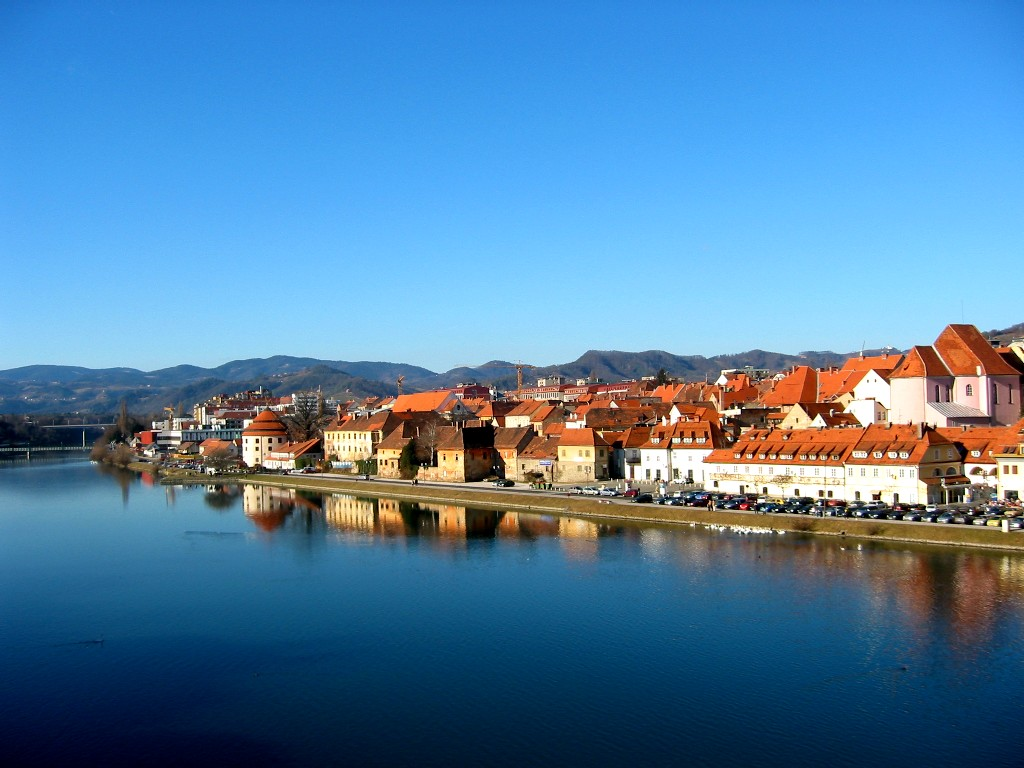
La Drave à Maribor.

- Drave
  - Slizza
    - Bartolo
- Spöl

## Mer du Nord

### Bassin duRhin
- Reno di Lei

## Mer Adriatique

### Adriatique septentrionale

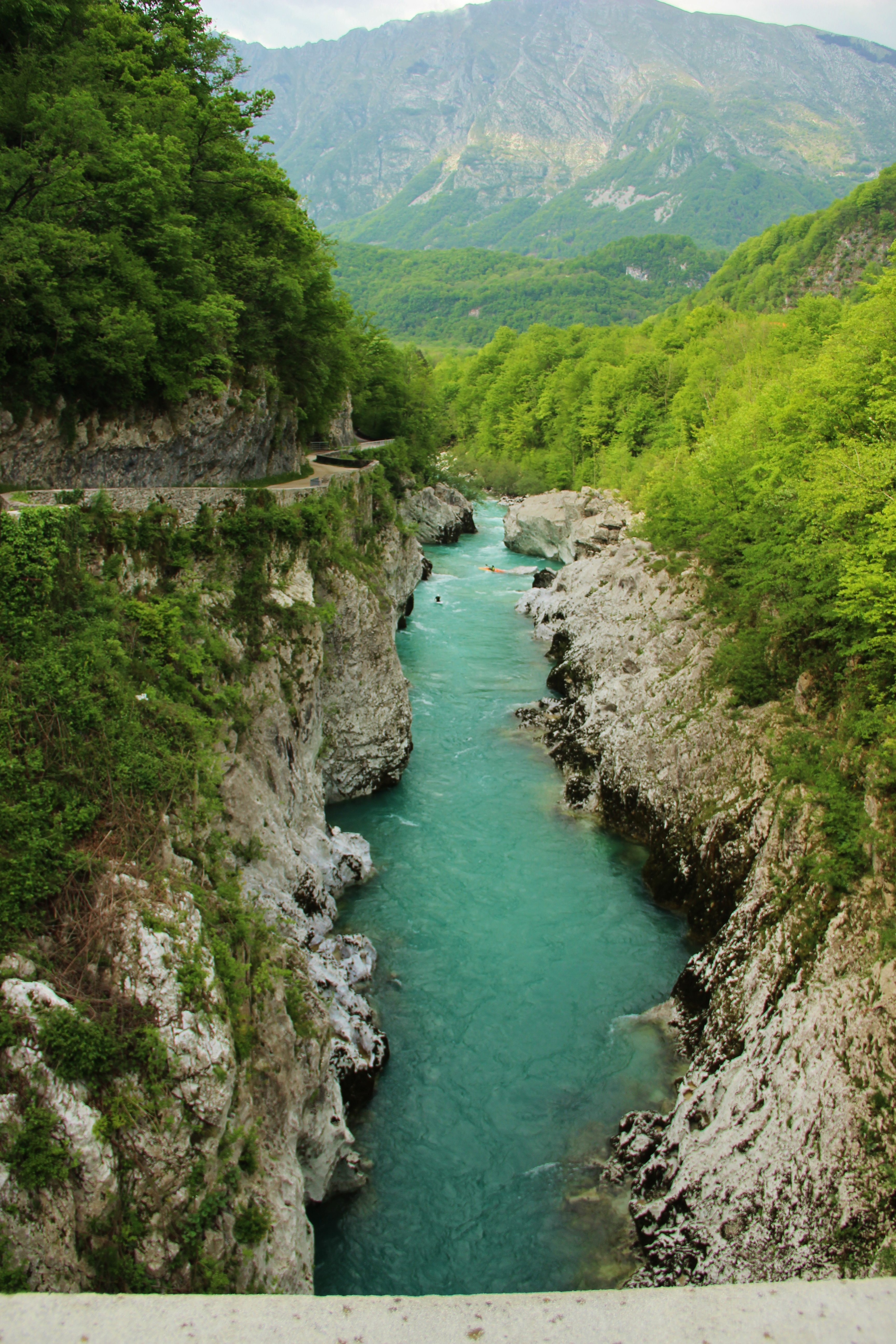
L'Isonzo.

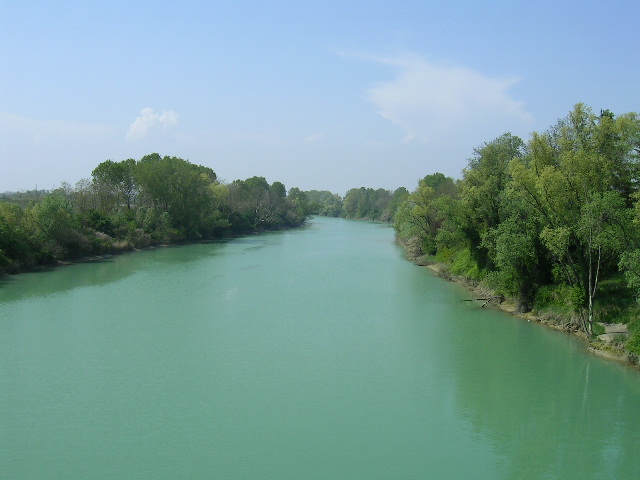
Le fleuve Piave dans la plaine vénète.

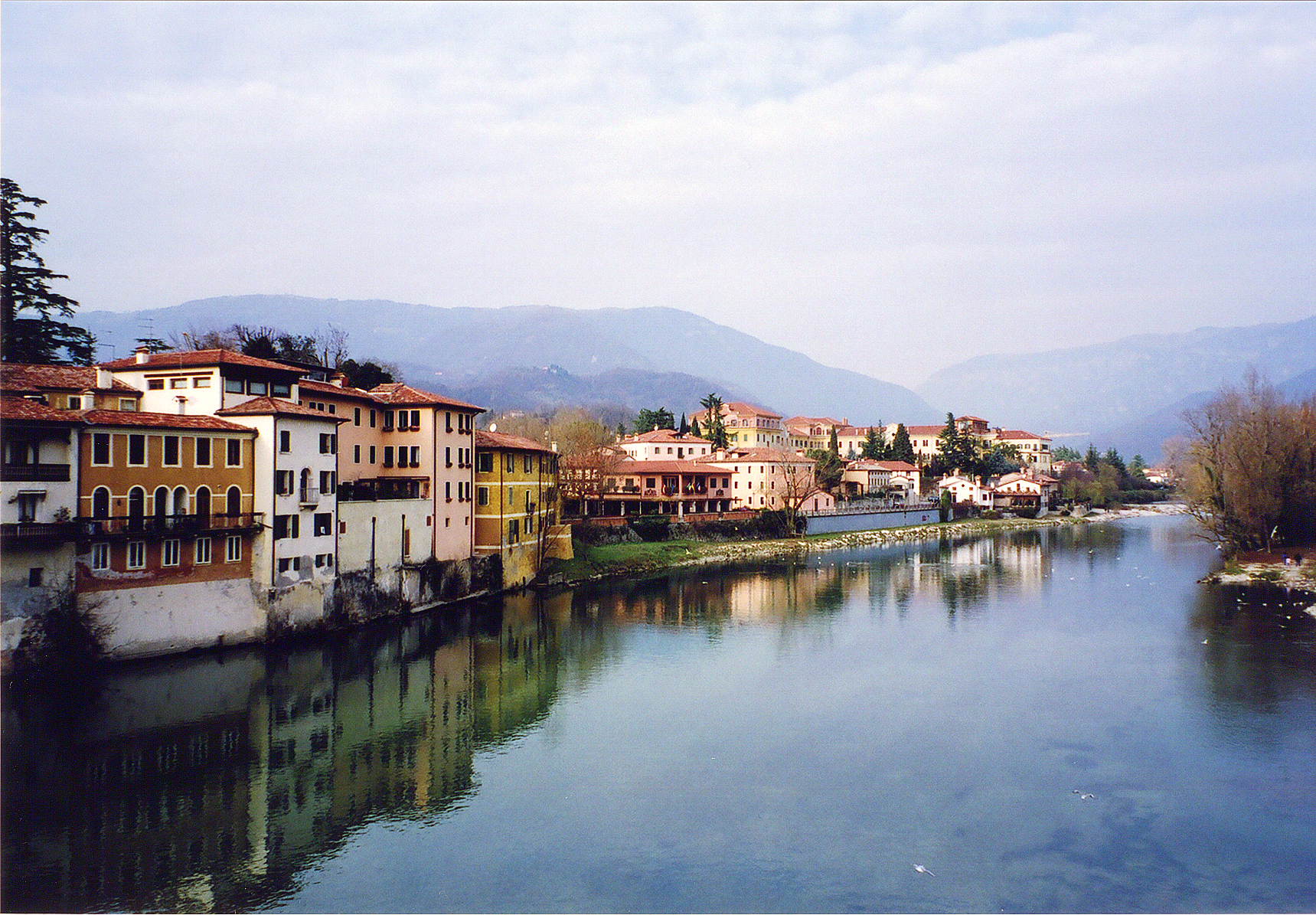
La Brenta à Bassano del Grappa.

- Ospo
- Timavo
- Locovez
- Isonzo (138 km, 3 400 km2)
  - Vipava
  - Torre
    - Natisone
    - Judrio
- Natissa
- Sile
- Marzenego
- Dese
  - Terzo
- Ausa
- Corno
- Stella
- Tagliamento (178 km, 2 700 km2)
  - Fella
  - But
  - Degano
- Lemene
  - Reghena
- Livenza
  - Meschio
  - Monticano
  - Meduna
    - Cellina
    - Noncello
- Piave (220 km, 4 100 km2)
  - Padola
  - Ansiei
  - Boite
  - Vajont
  - Maè
  - Ardo
  - Cicogna
  - Limana
  - Cordevole
    - Biois
      - Liera

    - Mis

  - Terche
  - Caorame
  - Sonna
  - Soligo
    - Lierza

  - Zero
- Brenta (160 km, 2 300 km2)
  - Oliero
  - Cismon
    - Vanoi

  - Bacchiglione (118 km)
    - Astico
    - Orolo

  - Tergola
  - Muson dei Sassi
    - Musone

  - Frassine
    - Guà
      - Agno
      - Restena

### Bassin de l'Adige

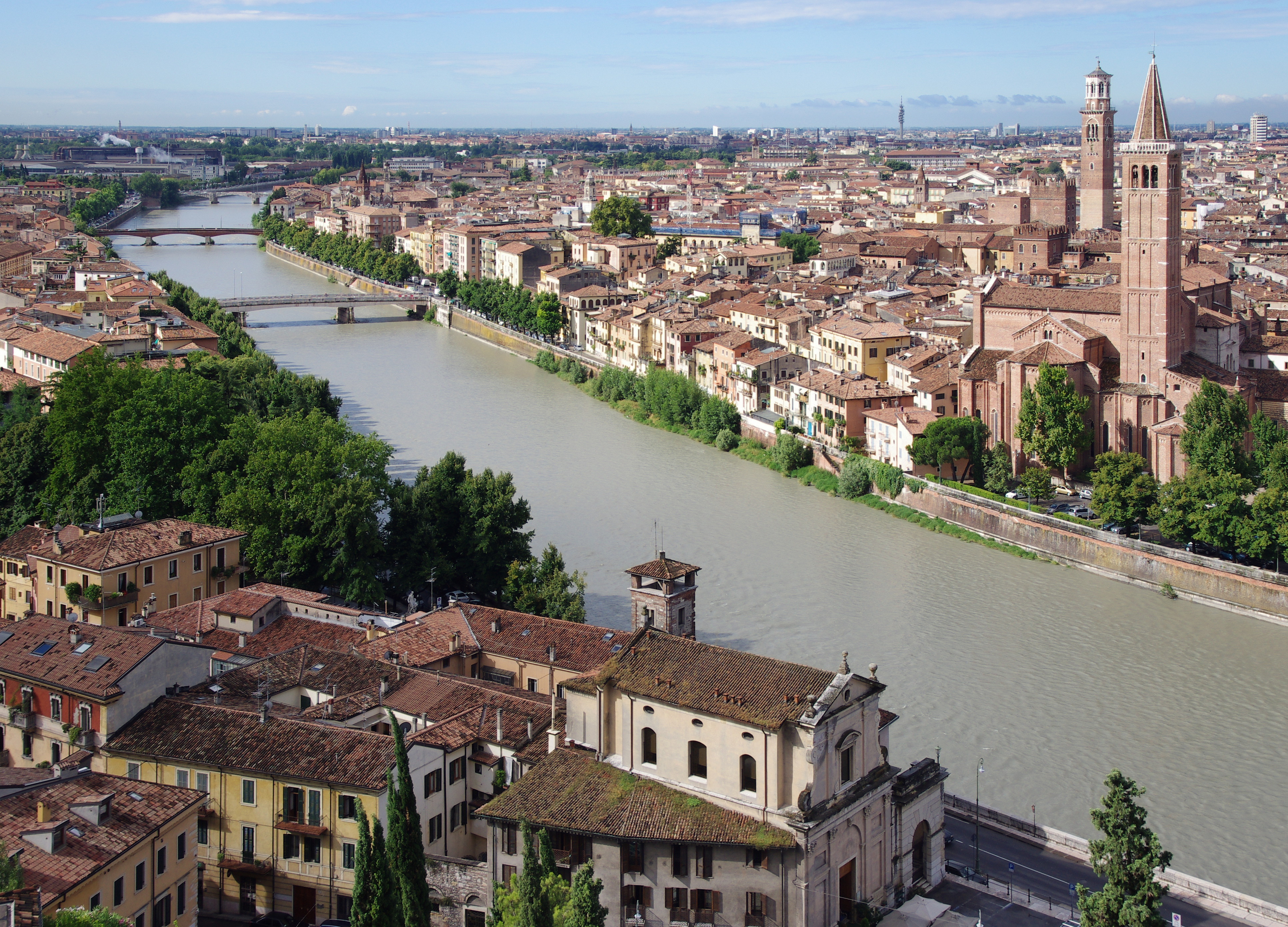
L'Adige à Vérone.

- Adige (410 km, 12 200 km2)
  - Rom
  - Puni
  - Saldura
  - Valsura
  - Isarco
    - Rienza (90 km)
      - Anterselva
      - Casies

    - Luson
      - Gadera
      - Aurino

    - Talvera

  - Passirio
  - Avisio
  - Noce
  - Leno
  - Ala
  - Funes
  - Alpone
    - Chiampo
    - Tramigna

### Bassin du Tartaro-Canalbianco-Pô du Levant

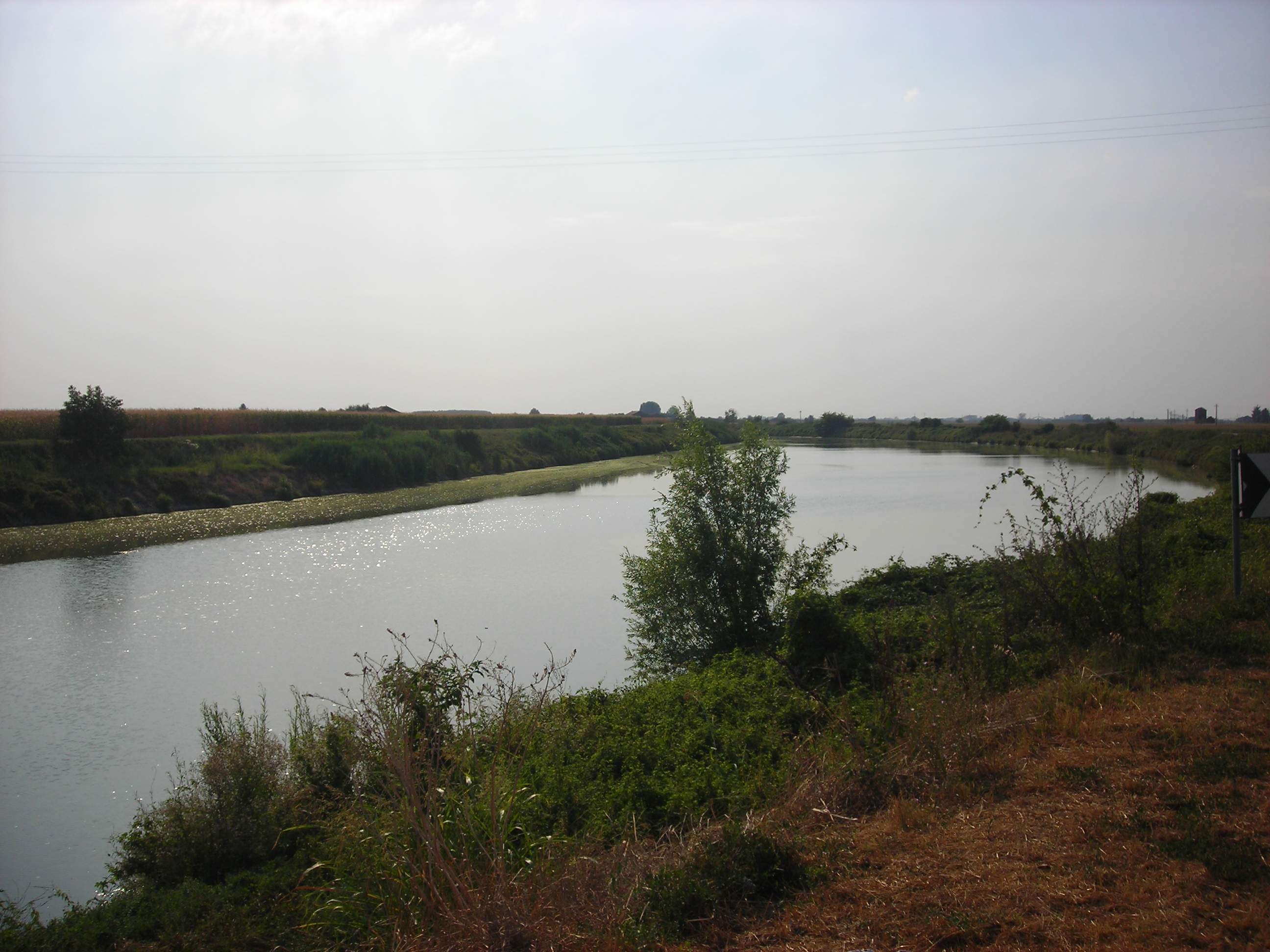
Le Tartaro-Canalbianco-Pô du Levant à Villa Bartolomea.

- Tartaro-Canalbianco-Pô du Levant
  - Tione dei Monti
  - Tione
  - Fissero
    - Molinella

  - Scolo delle paludi di Ostiglia
  - Tregnon
  - Fossa Maestra
  - Menago
  - Bussè
  - Cavo Maestro Bacino Superiore
  - Valdentro
  - Ramostorto
  - Adigetto
    - Ceresolo
    - Tiron
    - Bresega
    - Varbella

  - Collettore Padano

### Bassin du Pô
- Pô (652 km, 74 790 km2)
  - Tanaro (276 km, 8 324 km2)
    - Armella
    - Cevetta
    - Cusina
    - Rea
    - Mondalavia
    - Talloria
    - Cherasca
    - Beccati
    - Bormida
      - Bormida di Spigno
        - Valla
        - Bormida de Pallare
        - Bormida de Mallare

      - Bormida de Millesimo
        - Osiglietta
        - Zemola
        - Uzzone
        - Tatorba d'Olmo
        - Tatorba

      - Erro
      - Visone
      - Caramagna
      - Stanavazzo
      - Orba
        - Amione
        - Lemme
          - Neirone
          - Acque Striate

        - Piota
          - Gorzente

        - Stura di Ovada
        - Olbicella

    - Belbo
      - Trionzo
      - Rio Nizza
      - Tinella
      - Rio Sernella-Perazzo
      - Rio Sarmassa

    - Tiglione
    - Borbore
      - Triversa
        - Meinia
        - Monale

    - Versa
    - Stura di Demonte
      - Corborant
      - Cant
      - Gesso
        - Vermenagna
        - Gesso di Valletta
          - Gesso di Entracque
            - Busset

      - Ischiator
      - Neraissa

    - Pesio
      - Josina

    - Ellero
    - Corsaglia
      - Casotto

  - Sesia
    - Otro
    - Vogna
    - Sorba
    - Mastallone
    - Sermenza
      - Cavaione
      - Egua

    - Borro di Serravalle
    - Sessera
      - Ponzone
      - Strona di Postua

    - Cervo
      - Oropa
      - Strona di Mosso
        - Quargnasca
          - Chiebbia

      - Ostola
        - Bisingana

      - Guarabione
      - Elvo
        - Ingagna
          - Viona

        - Oremo
        - Olobbia

      - Rovasenda
      - Marchiazza

    - Bona
    - Marcova
    - Roggia Stura

  - Ghiandone
  - Secchia (172 km, 2 292 km2)
  - Panaro (148 km)
    - Scoltenna
    - Leo
      - Dardagna

  - Pellice
    - Angrogna
    - Luserna
    - Chiamogna
    - Cluson
      - Germanasca

  - Varaita
    - Varaita di Chianale
    - Varaita di Bellino

  - Maira
    - Grana

  - Meletta
  - Banna
    - Stellone
    - Rioverde

  - Tepice
  - Chisola
    - Noce
    - Torto di Roletto
    - Lemina

  - Sangone
  - Doire Ripaire
    - Thuras

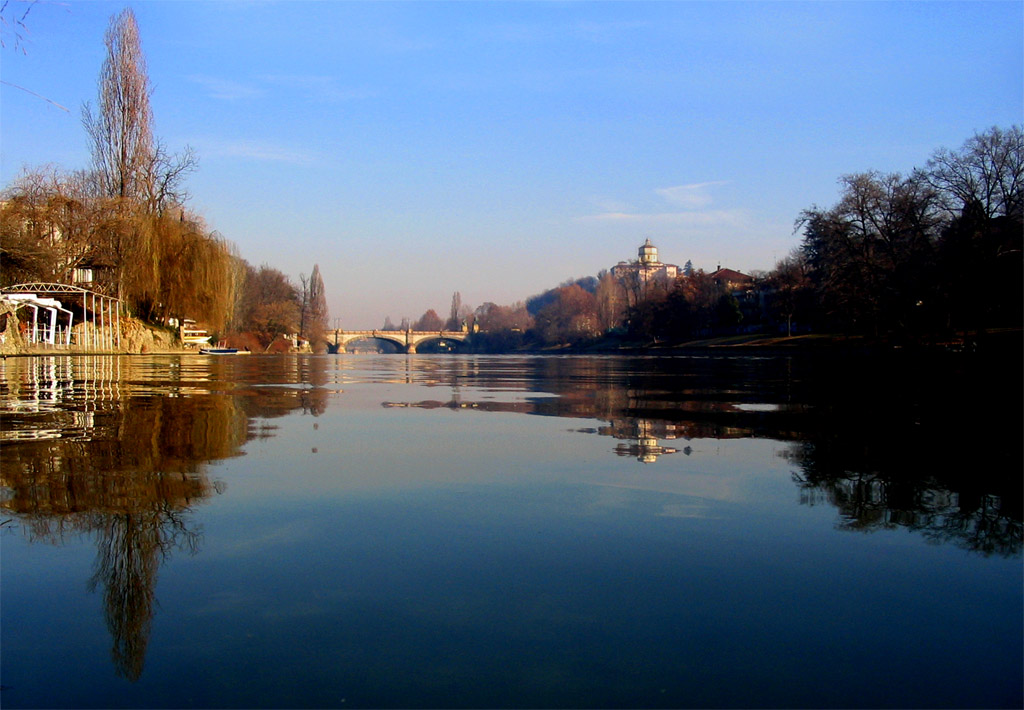
Le Pô à Turin.

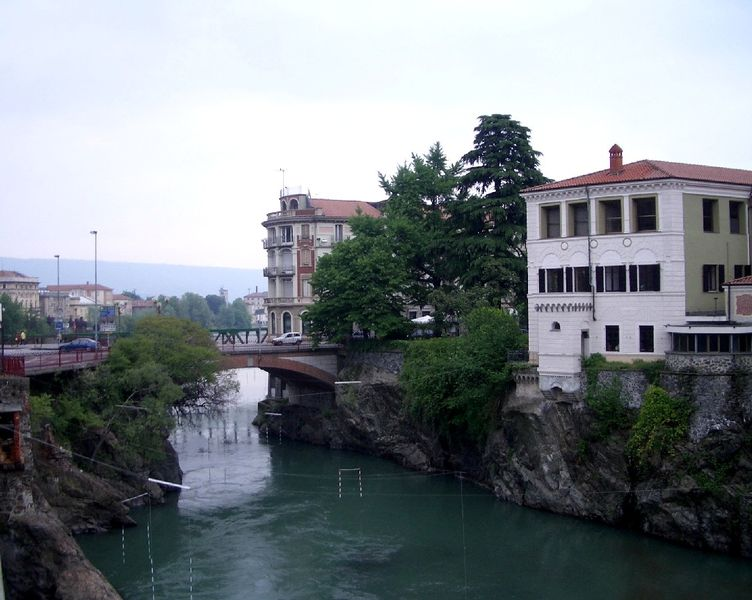
La Doire Baltée à Ivrée.

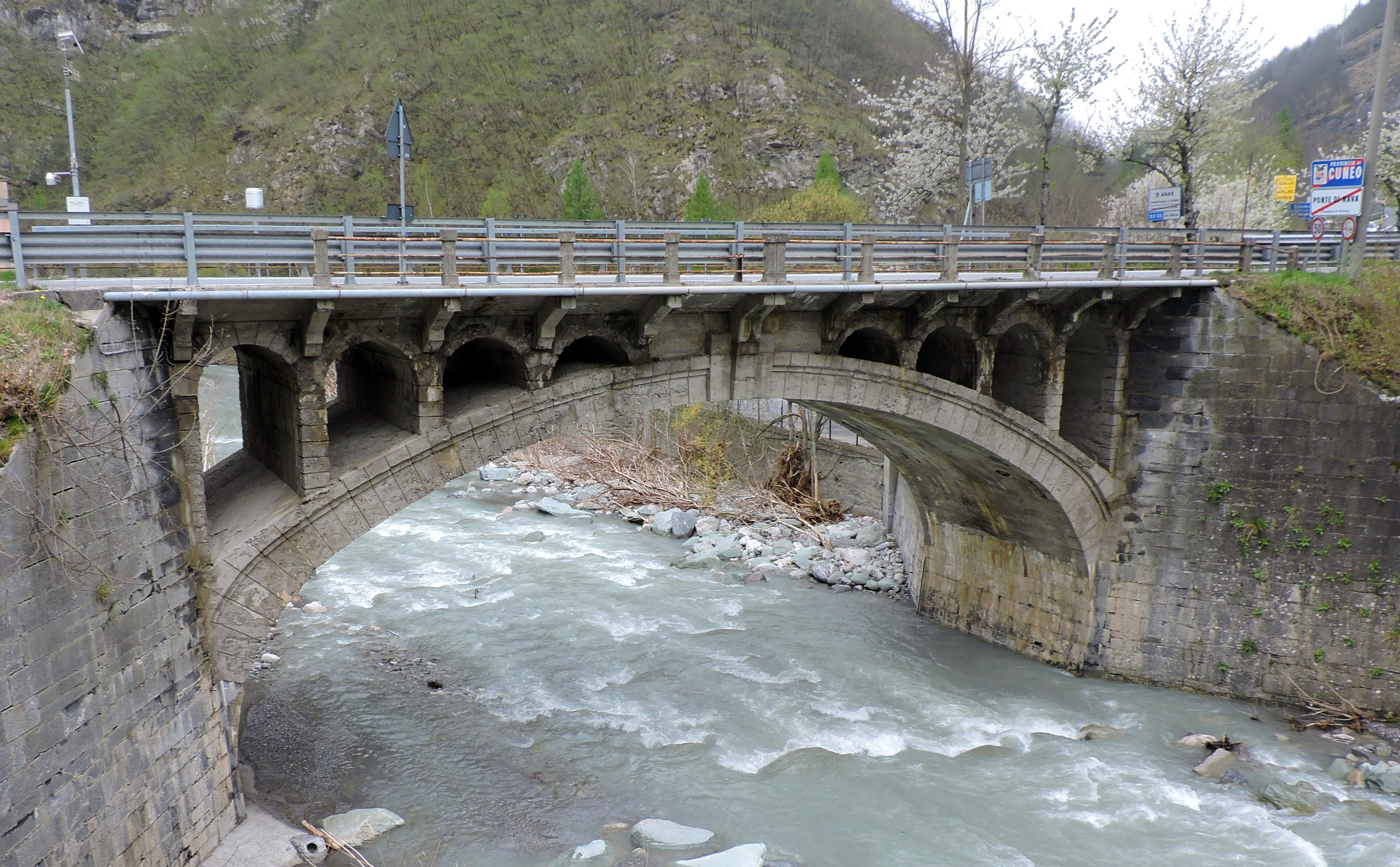
Le Tanaro sous le pont de Nava, à la frontière entre le Piémont et la Ligurie.

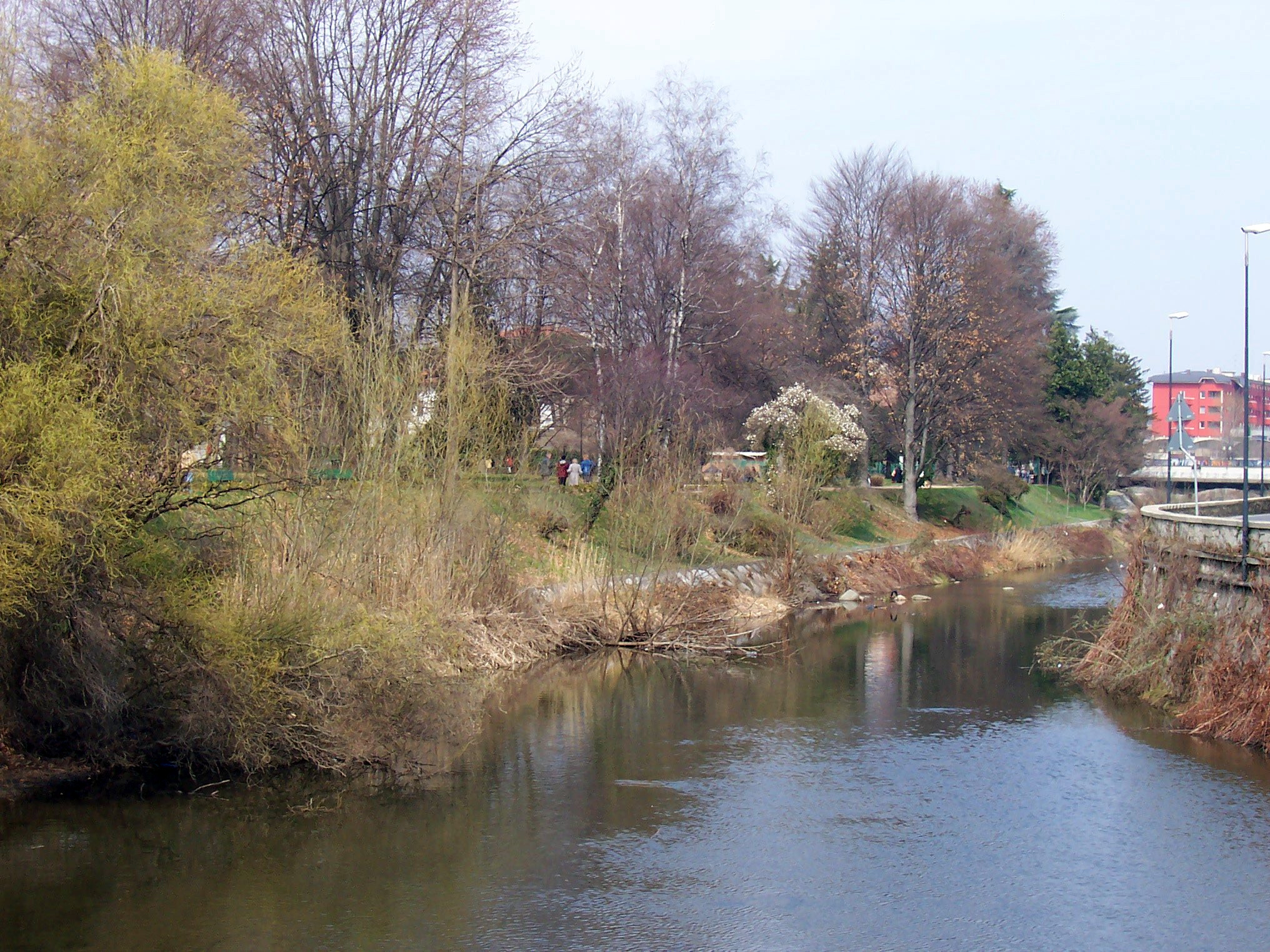
L'Agogna.

    - Dora di Bardonecchia (torrent de Bardonèche)
    - Cenise
    - Gerardo
    - Gravio di Condove
    - Sessi
    - Messa

  - Stura di Lanzo
    - Stura di Ala
    - Stura di Valgrande
    - Stura di Viù
    - Tesso
    - Ceronda
      - Casternone

  - Doire Baltée (160 km, 4 322 km2)
    - Doire de Vény
    - Doire de Ferret
    - Doire du Verney
    - Doire de Valgrisenche
    - Doire de Rhêmes
    - Savara
    - Grand Eyvia
    - Clavalite
    - Buthier
      - Arranavar

    - Saint-Barthélemy
    - Marmore
    - Évançon
    - Ayasse
    - Lys
    - Chauselle
      - Savenca

  - Stura del Monferrato
  - Rotaldo
  - Grana del Monferrato
  - Scrivia
    - Brevenna
    - Vobbia
    - Borbera
      - Sisola

    - Spinti
    - Grue

  - Agogna
    - Grua
    - Sizzone
    - Lirone
    - Strona di Briona
    - Arbogna-Erbognone

  - Terdoppio
  - Curone
  - Staffora
  - Tessin (248 km, 7 228 km2)
    - Toce
      - Bogna
      - Diveria
      - Melezzo O.
      - Anza
      - Ovesca
      - Strona
        - Nigoglia
          - Scarpia
          - Pellino
          - Plesna
          - Qualba
          - Fiumetta
          - Pescone

    - Maggia
      - Melezzo
        - Isorno

    - Cannobine
    - San Bernardino
    - Stronetta
    - Selvaspessa
    - Airola-Erno
    - Boesio
    - Giona
    - Strona

  - Coppa
  - Scuropasso
  - Versa
  - Olona inférieure
    - Lura

  - Lambro
    - Lambro méridional
    - Seveso

  - Tidone
  - Trebbia
    - Aveto

  - Nure
  - Chiavenna
  - Adda (313 km, 7 969 km2)
    - Poschiavino
    - Mera
    - Fiumelatte
    - Serio
      - Nossana

    - Brembo (74 km, 935 km2)
      - Enna
        - Remola
        - Bordesigli
        - Chignolo

      - Imagna

    - Mera
      - Liro

    - Mallero
    - Molgora
    - Gavia

  - Arda
    - Ongina

  - Maggiore
  - Malone
    - Viana
      - Levone

    - Fandaglia
    - Fisca
    - Bendola

  - Orco
    - Ribordone
    - Soana
      - Forzo

    - Gallenca
    - Piova
    - Malesina

  - Leona
  - Taro
    - Ceno
    - Stirone

  - Parma
    - Baganza

  - Enza
  - Crostolo (55 km)
  - Oglio (280 km, 6 649 km2)
    - Cherio
      - Tadone

    - Borlezza
    - Bagnadore
    - Calchere
    - Cortelo
    - Rino di Vigolo
    - Rino
    - Chiese
      - Re di Anfo (tramite il Lago d'Idro)
      - Caffaro
        - Vaia

    - Mella

  - Mincio (194 km, 2 859 km2)
    - Ponale
    - Toscolano
    - Magnone
    - Aril

### Adriatique du sud et du centre

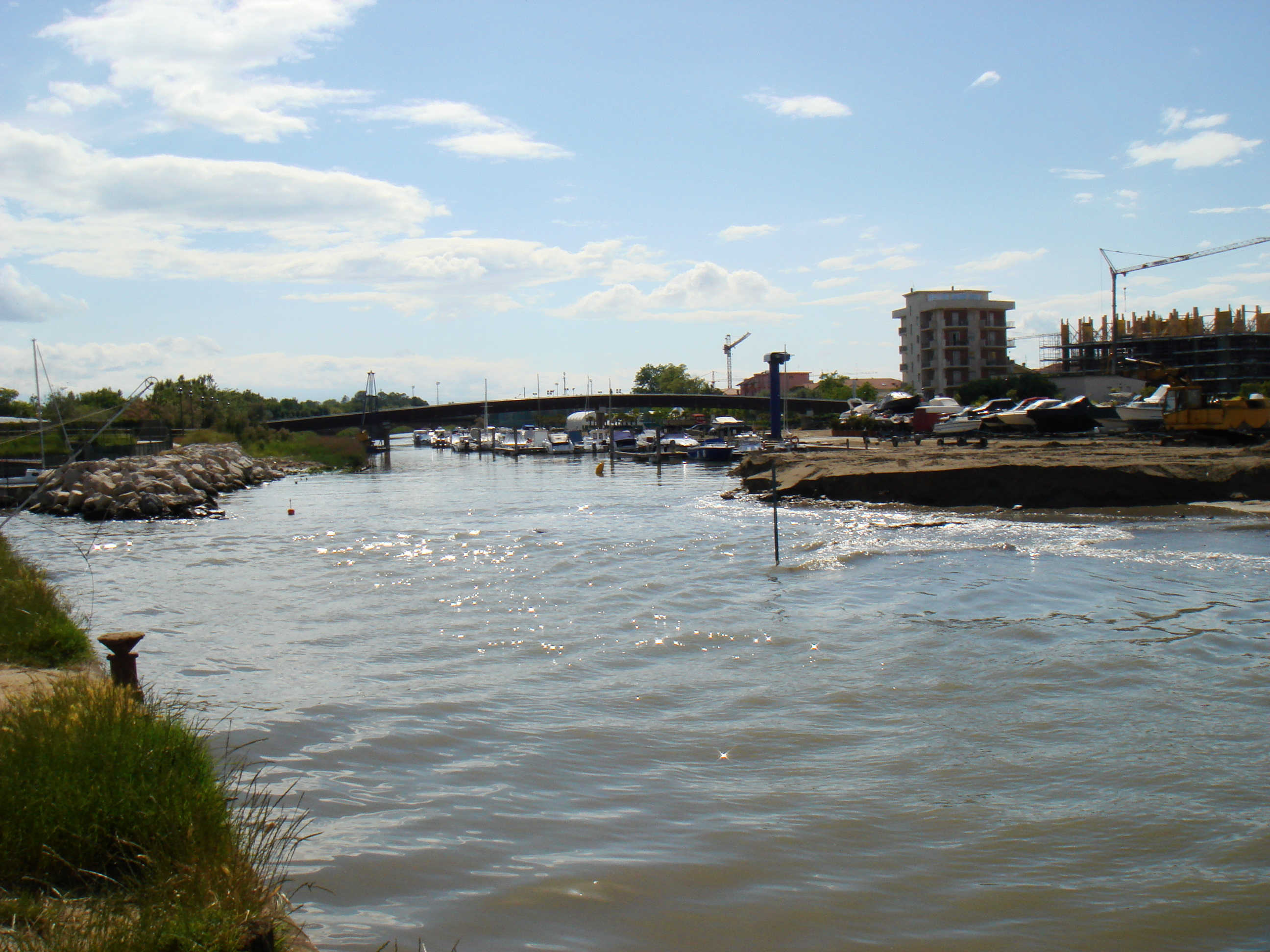
Le Rubicon à Bellaria-Igea Marina.

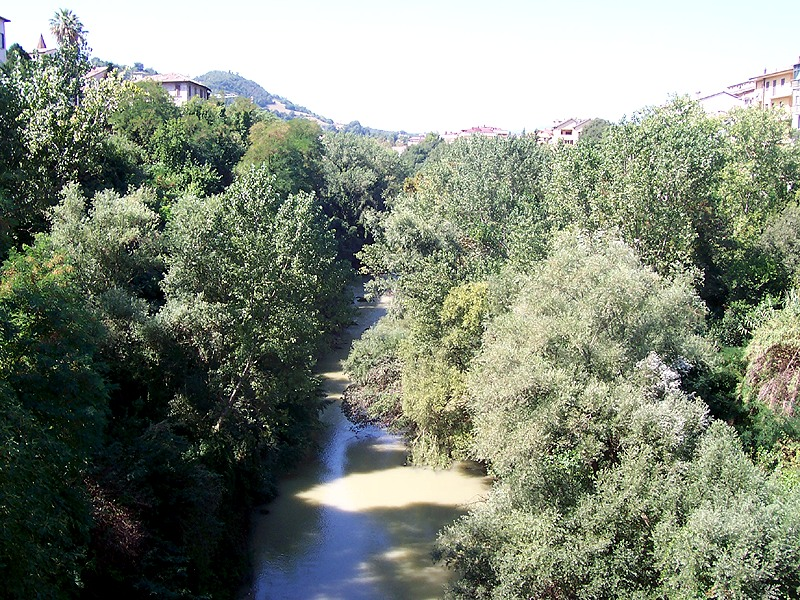
Le Tronto à Ascoli Piceno.

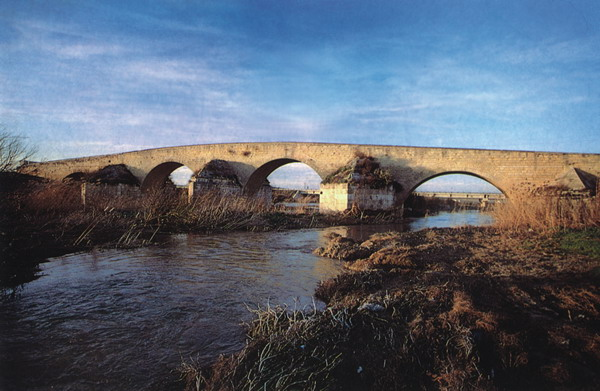
Pont romain sur l'Aufide à Canosa di Puglia.

### Bassin du Reno

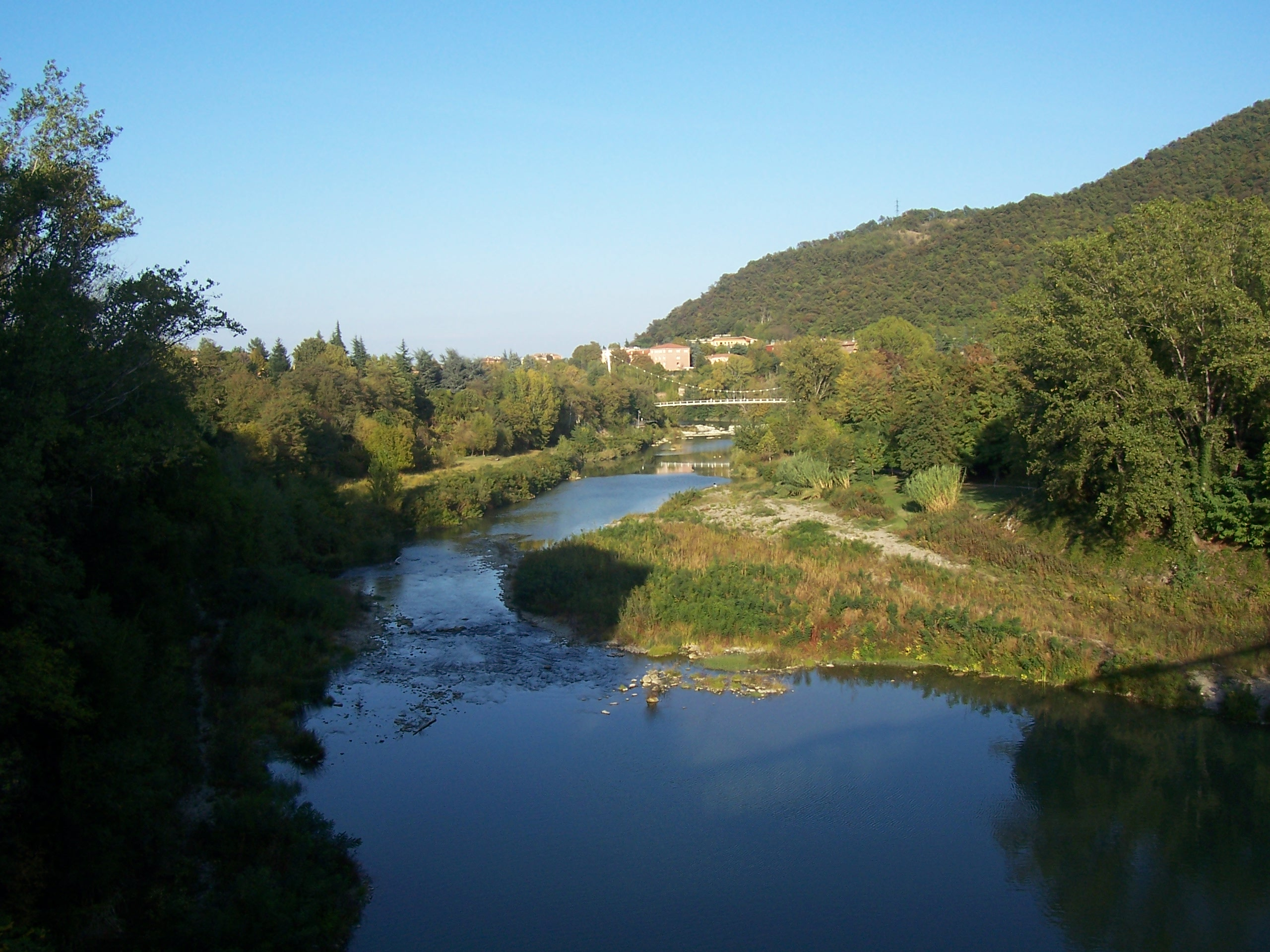
Le Reno à Casalecchio di Reno.

- Reno (211 km, 4 626 km2)
  - Maresca
  - Orsigna
  - Randaragna
  - Limentra
  - Rio Maggiore
  - Silla
  - Marano di Reno
  - Vergatello
    - Aneva

  - Venola
  - Piantone
  - Setta
    - Brasimone
    - Sambro
    - Gambellato

  - Samoggia
    - Lavino
      - Ghironda
        - Podice

    - Ghiaia di Serravalle

  - Canale Navile
  - Idice
    - Savena
    - Zena
    - Quaderna
      - Centonara
      - Gaiana

  - Sillaro
    - Sabbioso
    - Sellustra

  - Santerno
    - Rovigo
    - Diaterna
    - Sanguinario

  - Senio
    - Sintria

## Mer Ionienne

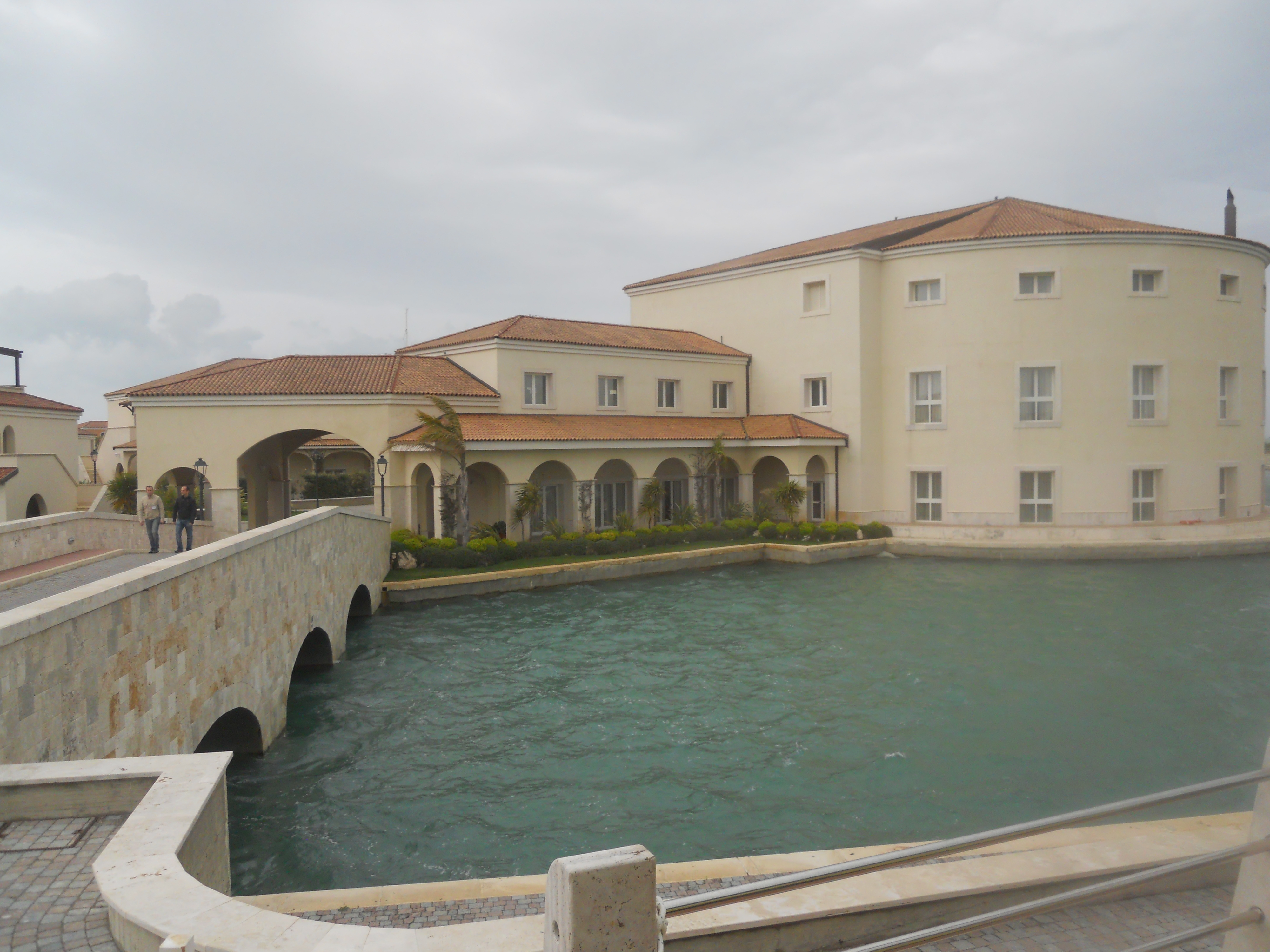
Port touristique sur l'Agri à Policoro.

- Asso
- Bradano
  - Gravina
  - Basentello
  - Bilioso
- Basento (149 km)
  - Gallitello
  - Tora
  - Lavannarello
- Cavone
- Corace
- Agri (136 km)
  - Sauro
- Sinni
  - Sarmento
  - Serrapotamo
- Crati
  - Busento
  - Mucone
  - Arente
  - di Duglia
  - Coscile
    - Esaro
- Trionto
- Nicà
- Lipuda
- Neto (80 km)
  - Vitravo
  - Lese
  - Ampollino
- Esaro
- Tacina
- Simeri
- Alli

## Mer Tyrrhénienne

### Tyrrhénienne centrale

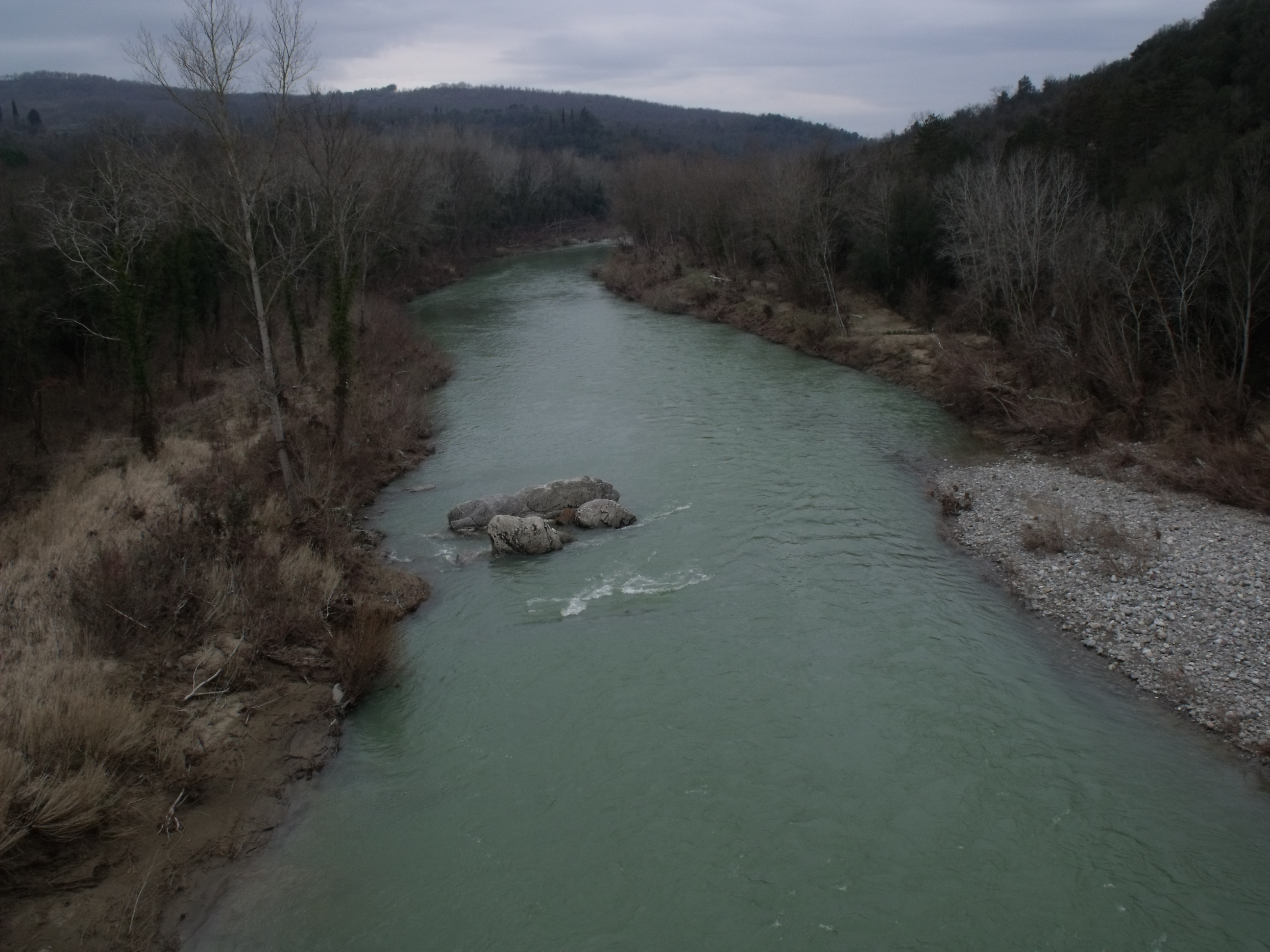
L'Ombrone à Sasso d’Ombrone.

- Ombrone (161 km, 3 480 km2)
  - Orcia
    - Ente
      - Zancona

  - Arbia
  - Merse
    - Farma

  - Maiano
- Arrone
- Astura
- Marta
- Mignone
- Fiora
- Chiarone
- Albegna
  - Castione
  - Fiascone
- Bruna
  - Rugo
- Pecora
- Cornia

### Bassin du Volturno

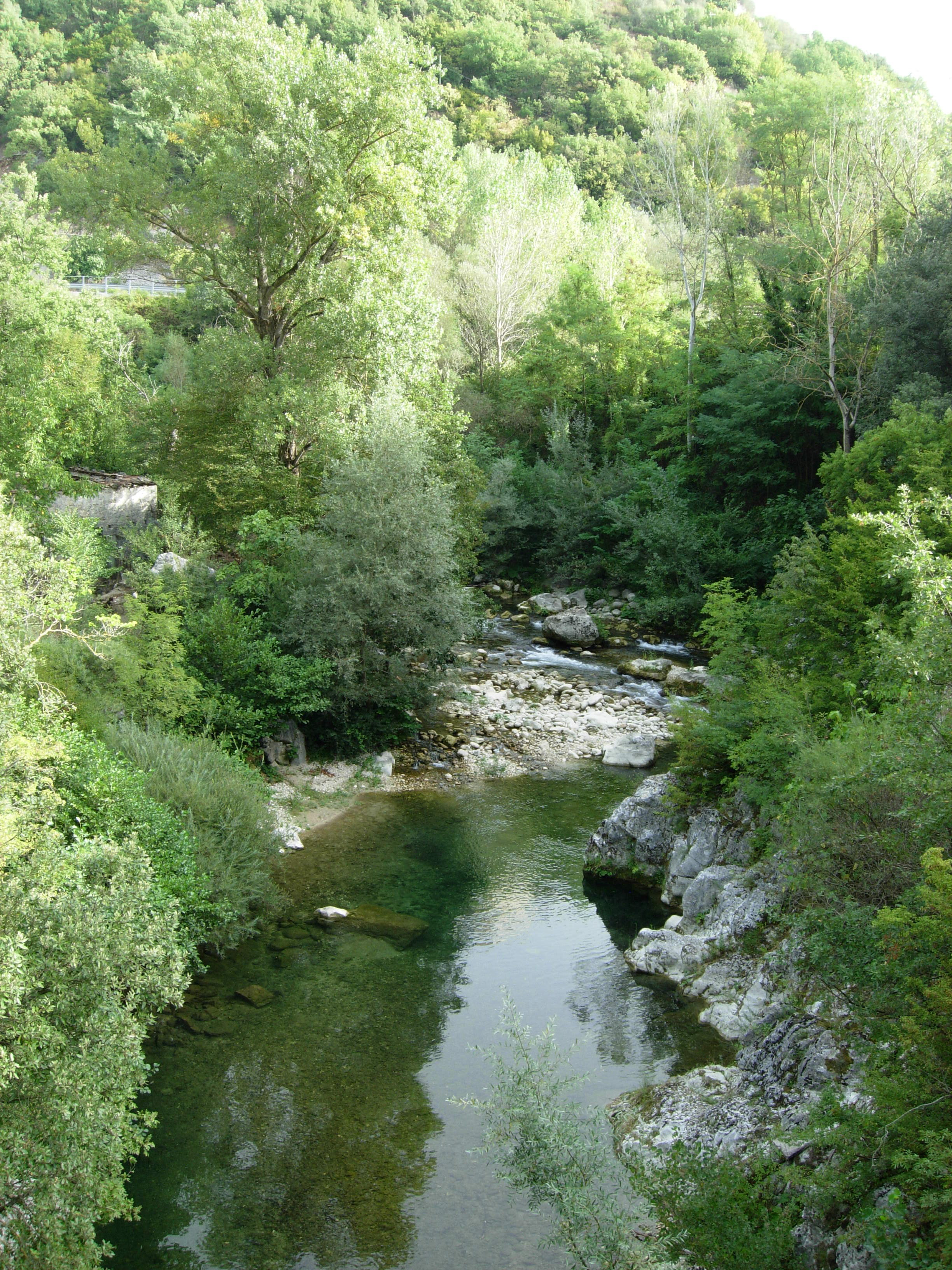
Le Volturno.

- Volturno (175 km, 5 455 km2)
  - Iemmare
  - San Pietro
  - Chiaro
  - Vandra
  - Cavaliere
    - Sordo
    - Carpino

  - Lorda
  - San Bartolomeo
  - Sava
  - Lete
  - Pucciano
    - Torrepuni

  - Torano
  - Arvento
  - Rivo Tella
  - Titerno
  - Calore Irpino
    - Tammaro
      - Reinello
      - Tammarecchia
      - Sassinoro

    - Ufita
      - Fiumarella
      - Miscano
        - Ginestra

    - Sabato
    - Isente

  - Isclero

### Bassin du Garigliano

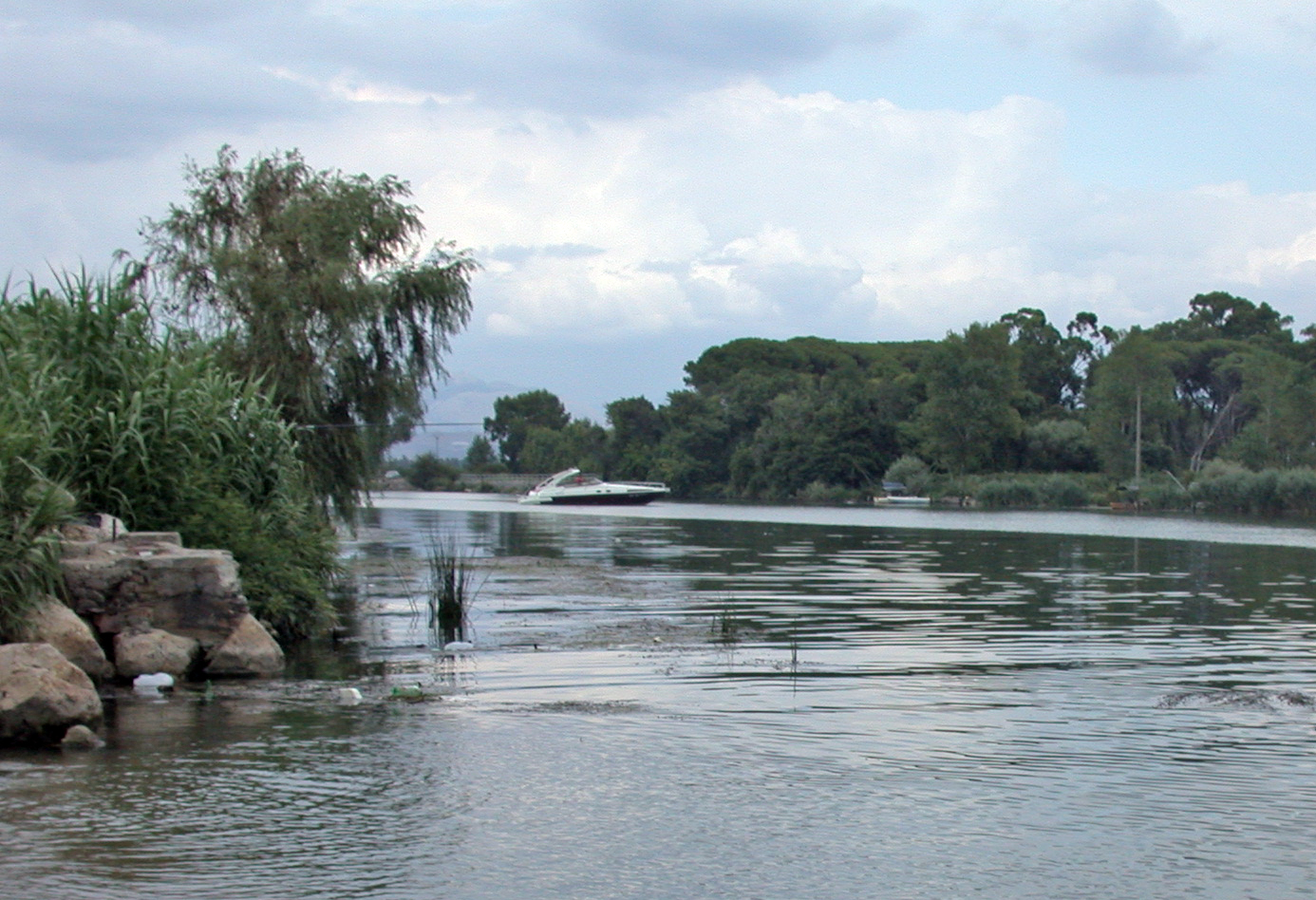
Le Garigliano à la limite de la Campanie et du Latium.

- Garigliano (158 km, 5 020 km2)
  - Canale Torlonia
  - Lacerno
  - Fibreno
  - Amaseno
    - Il Rio

  - Melfa
    - Mollo
      - Rava

  - Sacco
    - Cosa
    - Alabro

  - Le Forme d'Aquino
  - Forma Quesa
  - Gari
  - Peccia
  - Ausente

### Bassin du Tibre

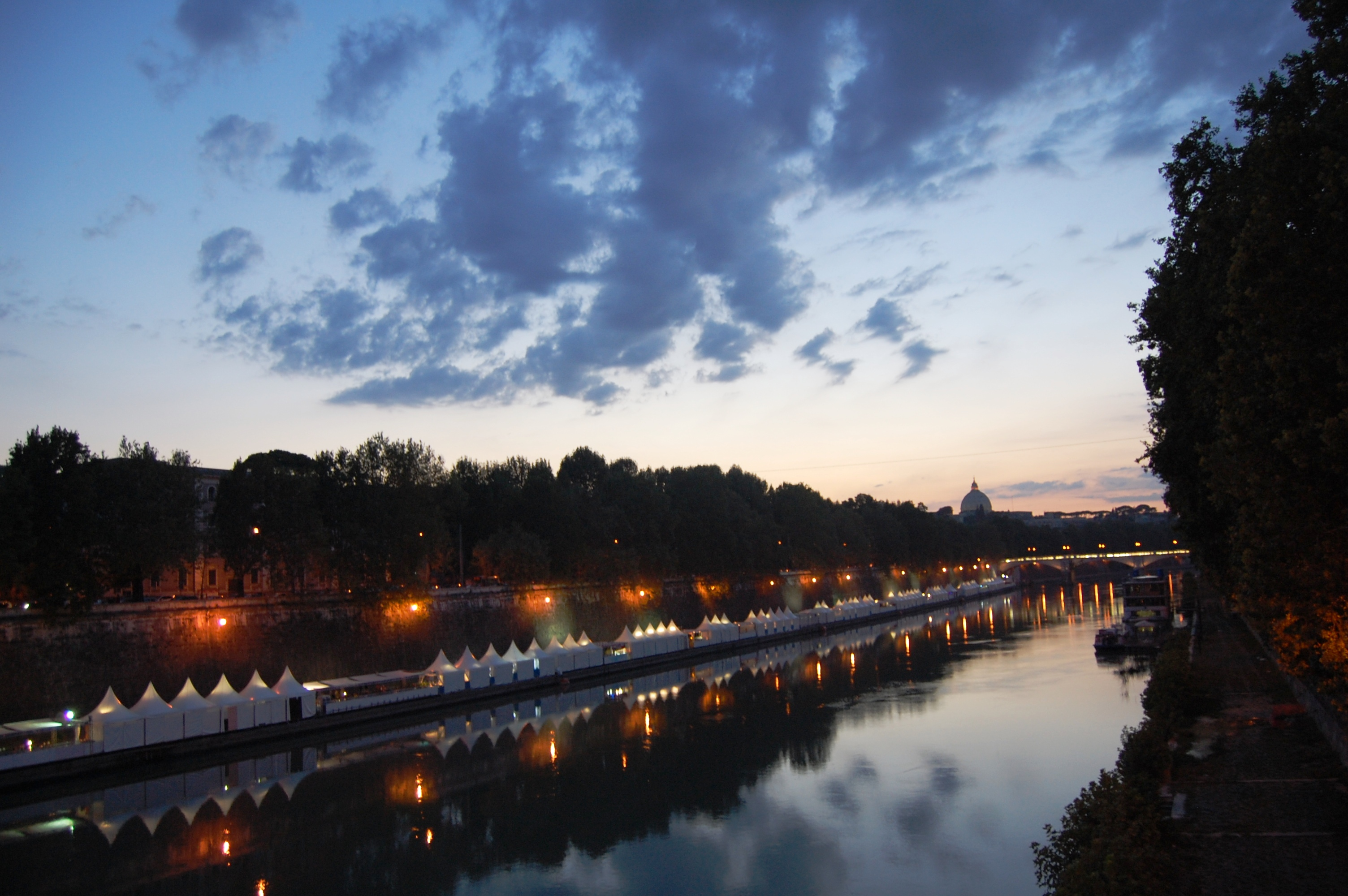
Le Tibre à Rome avec le dôme de la Basilique Saint-Pierre visible en arrière-plan.

- Tibre (405 km, 17 169 km2)
  - Nera (116 km)
    - Velino
      - Turano
      - Salto
      - Peschiera

  - Nestore
    - Fersinone
    - Calvana
    - Puglia
    - Cestola
    - Fossatone
    - Genna
    - Caina
    - Faenella
    - Faena

  - Almone
  - Aniene (99 km)
  - Paglia
    - Chiani
      - Astrone

  - Treja
    - Rio Vicano

  - Chiascio
    - Topino
      - Chiona
      - Menotre
      - Clitumne
      - Ose

    - Tescio
    - Rasina

  - Carcaione

### Bassin de l'Arno

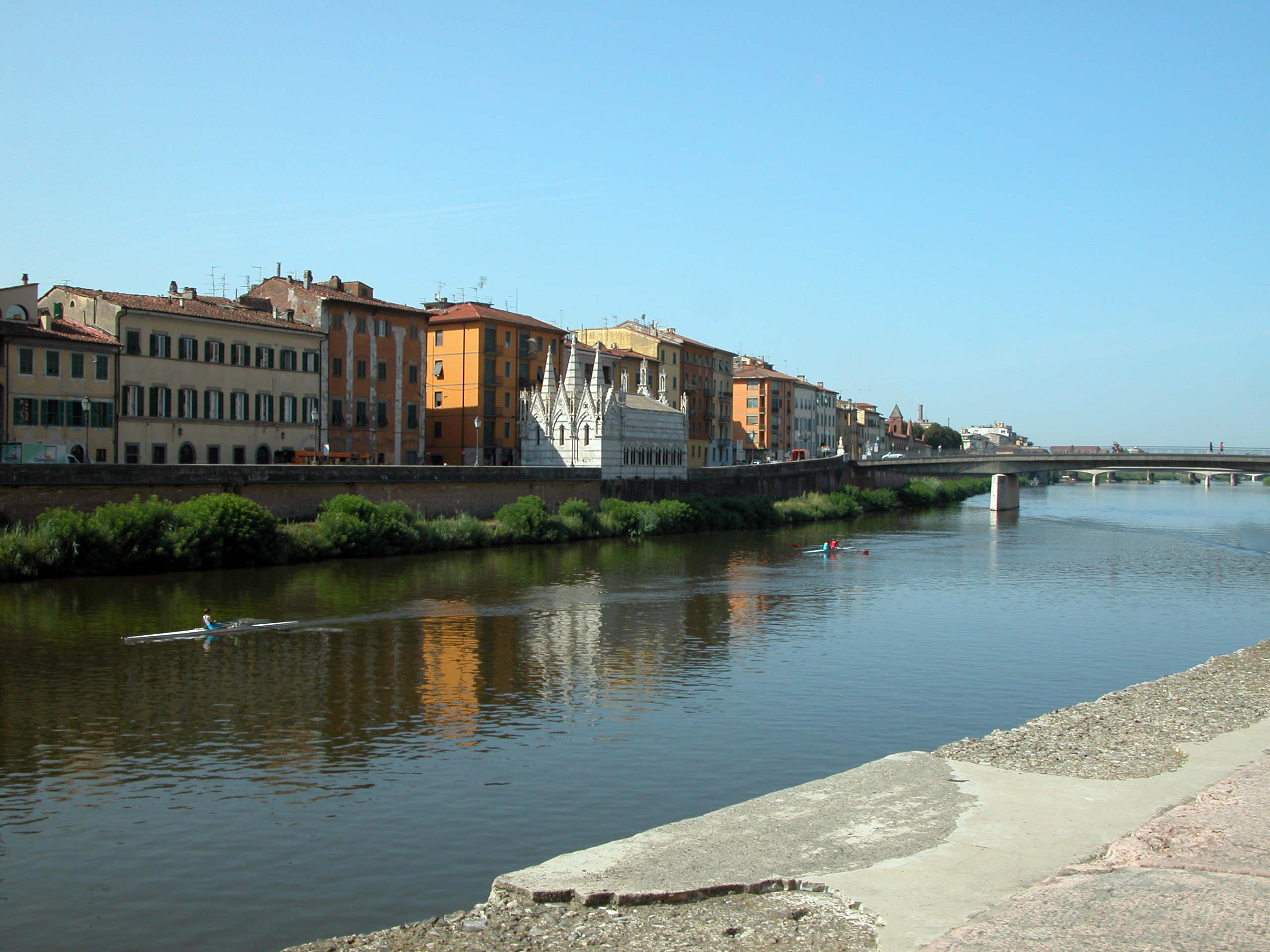
L'Arno à Pise.

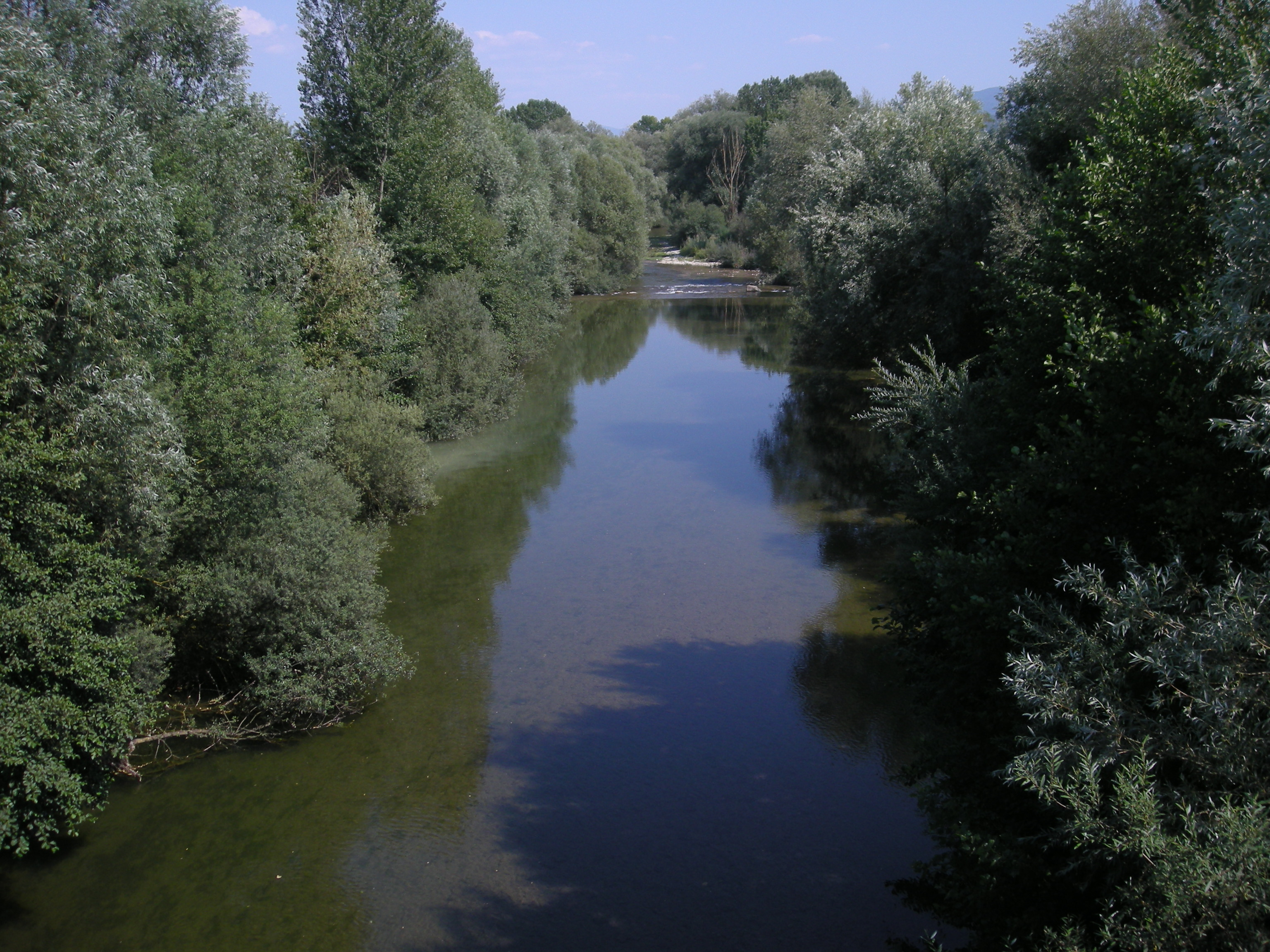
Le Sieve.

- Arno (241 km, 8 247 km2)
  - Era
    - Roglio

  - Orme
  - Elsa
  - Ombrone Pistoiese
    - Calice
      - Brana

    - Stella

  - Pesa
  - Bisenzio

- - Sieve
    - Stura del Mugello

  - Greve
  - Ambra
  - Vingone
  - Vicano
  - Canal Usciana
    - Pescia
    - Pescia di Collodi
    - Nievole

## Mer de Sardaigne

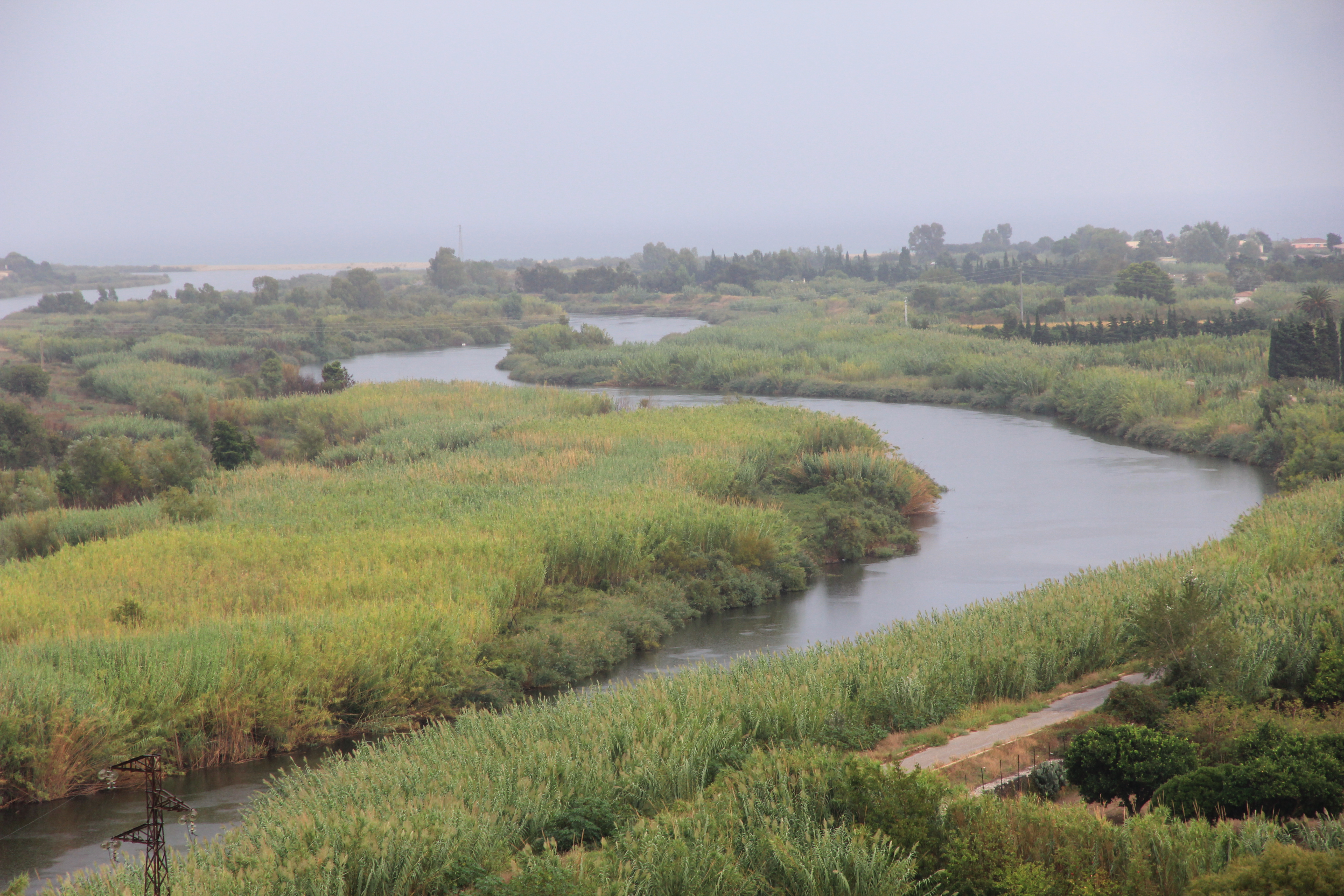
Le Cedrino.

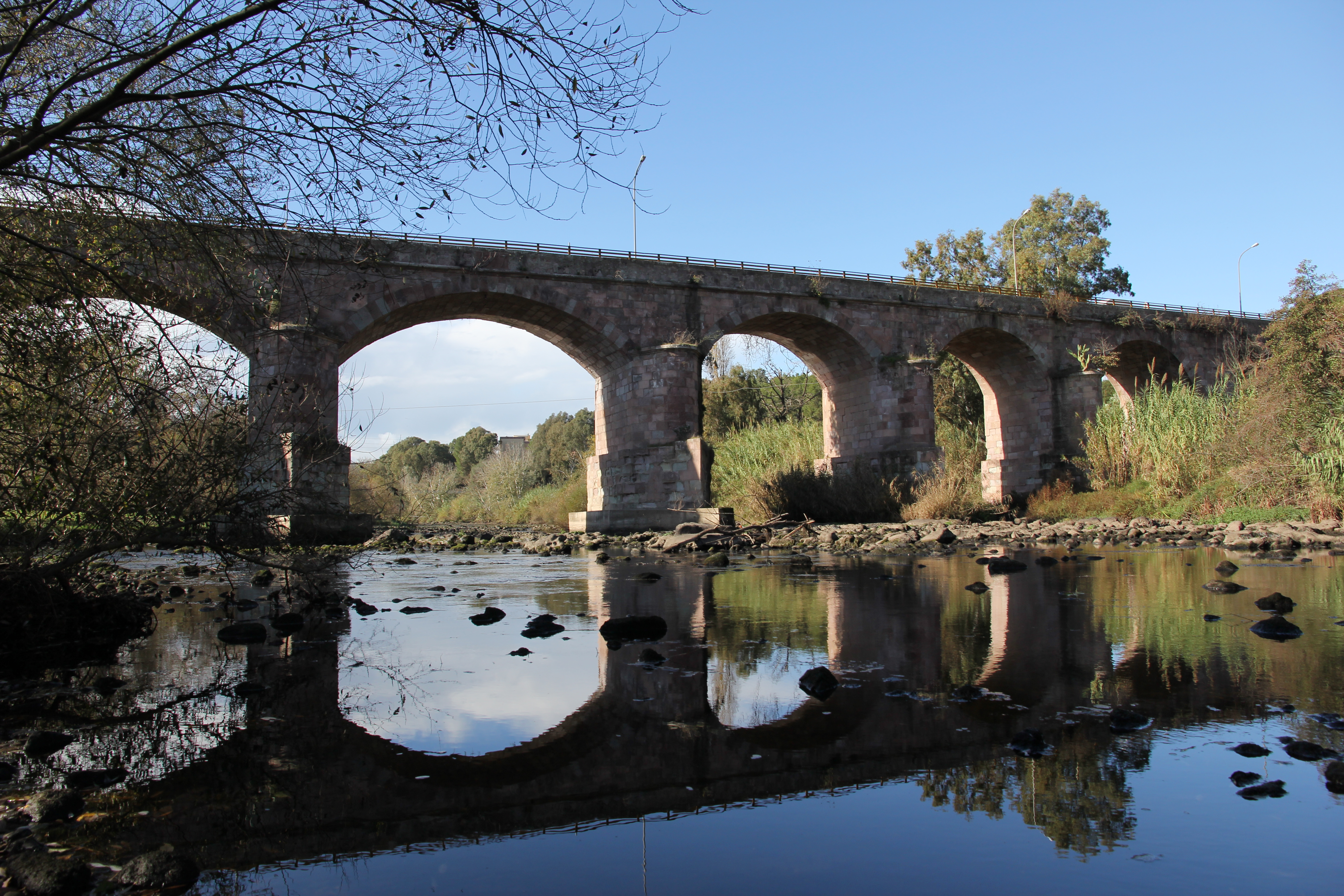
Le Tirsoà Fordongianus.

- Flumendosa
  - Flumineddu del Flumendosa

- Cedrino
  - Isalle
  - Cedrino
- Posada
  - Mannu di Posada
- Liscia
  - Bassacutena
- Coghinas
  - Mannu del Coghinas
- Mannu di Porto Torres
- Temo

- Tirso (150 km, 3 100 km2)
  - Taloro
- Cixerri
- Flumini Mannu
  - Mannu di Villaspeciosa
  - Santu Teru
    - Cardaxius
- Mannu di Senorbì
- Santo

## Mer de Sicile

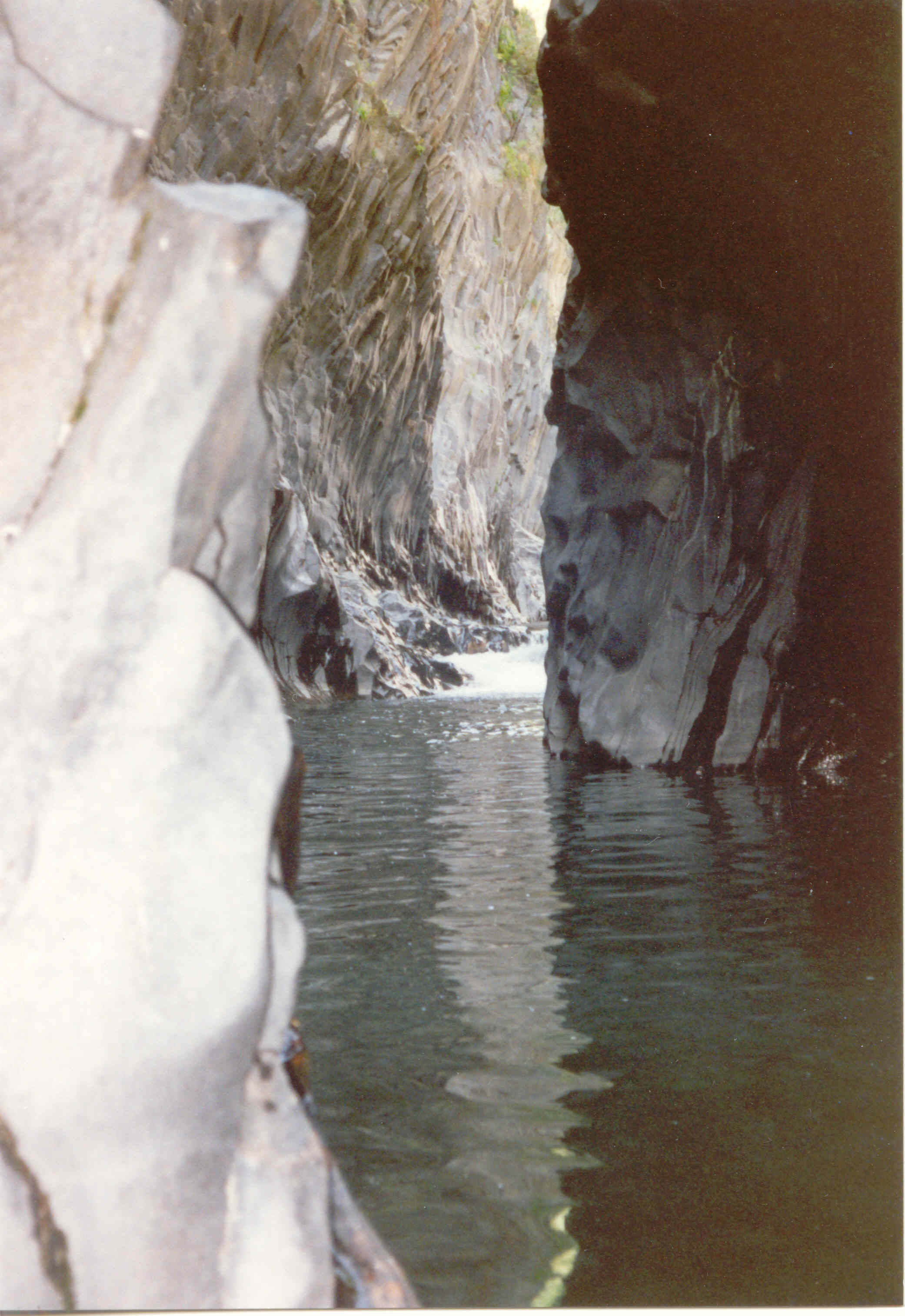
Les gorges de l'Alcantara.

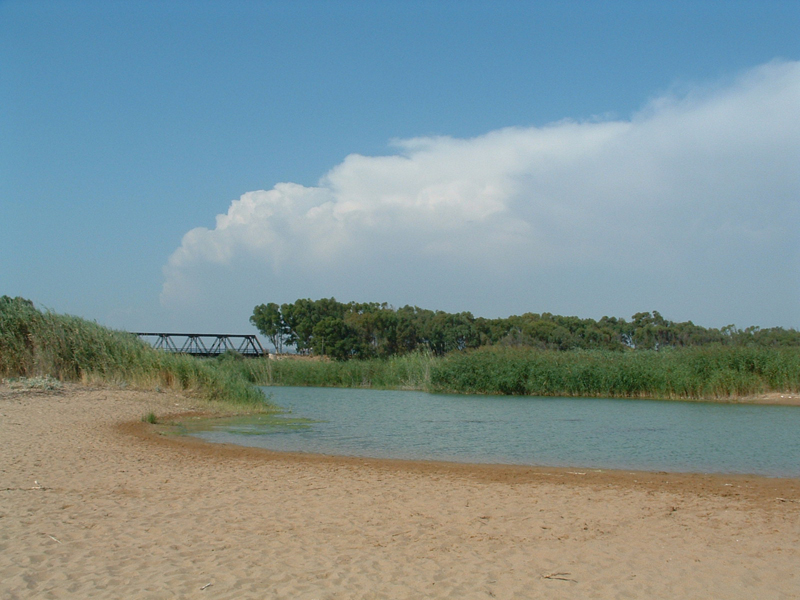
L'estuaire du Belice.

- Simeto
  - Salso Cimarosa
  - Troina
  - Gornalunga
  - Dittaino
- Alcantara (52 km, 573 km2)
  - San Paolo
  - Flascio
  - Favoscuro
  - Roccella
  - Fortina
  - Petrolo
  - San Cataldo
  - Sciambro
  - Sobrera
  - San Zito
- San Leonardo
- Marcellino
- Alfeo
- Anapo
- Ciane
- Cassibile
- Asinaro
- Tellaro
  - Tellesimo
- Fiumara di Modica
- Irminio
  - Mastratto
  - Ciaramite
  - San Leonardo
  - Santa Domenica
- Rifriscolaro
- Ippari
- Dirillo
  - Mazzarronello
- Gela
- Imera meridionale (144 km, 2 122 km2)
  - Morello
- Naro
- Platani
- Magazzolo
- Verdura
- Carboj
- Belice
  - Belice sinistro
  - Belice destro
- Arena
- Mazaro
- Marsala
- Fiumefreddo
- San Leonardo
- Torto
- Imera septentrionale (35 km, 342 km2)
- Pollino
- Tusa
- San Fratello